# Hoplitis alatauensis
Hoplitis alatauensis är en biart som först beskrevs av Borek Tkalcu 1992.  Hoplitis alatauensis ingår i släktet gnagbin, och familjen buksamlarbin. Inga underarter finns listade i Catalogue of Life.